# Û
La U con acento circunflejo (Û, û) es una letra usada en los idiomas afrikáans, emiliano-romañol, francés, friulano, italiano, kurdo, polaco, turco y galés.

## Uso

### Romanización
Romanización del cirílico
Esta letra se usa en algunos estándares de transliteración cirílica como la letra Ю :
GOST 16876-71 tabla 1
ISO 9 (ISO 9:1986 e ISO 9:1995).
Romanización del chino
Se usa en Wade-Giles (uno de los sistemas de romanización en Chino ) para la vocal apical dental no redondeada como en tzû , tz'û , ssû , corresponde al presente zi , ci , si en pinyin respectivamente.
Romanización del japonés
û representa うう en los sistemas de romanización Nihon-shiki y Kunrei-shiki.

### Sistemas Generales de Escritura:
Afrikáans
En Afrikáans , û es una forma puntuada de u y un ejemplo de uso incluye "brûe". plural de "brug" (= puente).
Emiliano-Romañol
Û representa [uː] en los dialectos emilianos: en el dialecto boloñés , anvûd [aŋˈvuːd] significa "sobrinos".
Francés
En francés, û no cambia la pronunciación de la letra u excepto en jeune "joven", que se pronuncia de manera diferente a jeûne "un ayuno". En otras palabras como mû, el circunflejo no tiene valor de eliminación de ambigüedades; se han hecho intentos para abolirlo con tales palabras. Ver circunflejo en francés. Û también aparece a menudo en palabras que solían tener una "s" después de la "u": la palabra francesa para agosto , août , solía escribirse aoust .
Friulano
Û representa el sonido / uː / .
Italiano
Û se usa ocasionalmente para representar el sonido /uː/ en palabras como fûrono (eran).
Kurdo
Û se usa en el alfabeto kurdo kurmanji para representar una vocal redondeada posterior larga y cerrada / uː / , y en algunos dialectos, una vocal redondeada central larga y cerrada , / ʉː / .
Polaco
En el dialecto de Mazovia , û representa /ju:/.
Turco
Û indica palatalización de la consonante precedente: "sükûnet" ( tranquilidad ) se pronuncia /sycuːˈnet/
Galés
En galés , û se usa para representar una u larga acentuada . [ɨː] o[iː] cuando, sin el circunflejo, se pronunciaría como un corto[ɨ] o[ɪ] : cytûn [kəˑtɨːn, kəˑtiːn] "de acuerdo", bûm [bɨːm, biːm] "Yo era" a diferencia de vagabundo [bɨm, bɪm] "cinco" (forma prenominal mutada suave ).

## Unicode
Forma parte del bloque Latín Extendido B de Unicode, con los puntos U+01E6 y U+01E7.
| Carácter                     | Û                                        | Û                                        | û                                        | û                                        |
| ---------------------------- | ---------------------------------------- | ---------------------------------------- | ---------------------------------------- | ---------------------------------------- |
| Unicode                      | LETRA U MAYÚSCULA LATINA CON CIRCUNFLEJO | LETRA U MAYÚSCULA LATINA CON CIRCUNFLEJO | LETRA U MINÚSCULA LATINA CON CIRCUNFLEJO | LETRA U MINÚSCULA LATINA CON CIRCUNFLEJO |
| Codificación                 | decimal                                  | hex                                      | decimal                                  | hex                                      |
| Unicode                      | 219                                      | U+00DB                                   | 251                                      | U+00FB                                   |
| UTF-8                        | 195 155                                  | C3 9B                                    | 195 187                                  | C3 BB                                    |
| Ref. numérica                | &#219;                                   | &#xDB;                                   | &#251;                                   | &#xFB;                                   |
| Ref. entidad                 | &Ucirc;                                  | &Ucirc;                                  | &ucirc;                                  | &ucirc;                                  |
| EBCDIC family                | 251                                      | FB                                       | 219                                      | DB                                       |
| ISO 8859-1/3/4/9/10/14/15/16 | 219                                      | DB                                       | 251                                      | FB                                       |